# 2046 (film)
A 2046 2004-ben bemutatott romantikus filmdráma, melynek írója és rendezője Vóng Ká-vaj. A film a rendező két korábbi filmjének – Vadító szép napok (1991) és Szerelemre hangolva (2000) – folytatása. Sikerét bizonyítja, hogy összesen 22 díjat és 30 jelölést kapott a bemutatását követően.
A 2046-ot 2004. május 24-én a Cannes-i fesztiválon mutatták be.

## Cselekmény
Chow (Tony Leung Chiu-wai) a 2046-os számú hotelszobában könyvet ír egy vonatról, amely 2046-ba viszi utasait, ahol azok állítólag megtalálják elveszett emlékeiket. Mivel még egyetlen ember sem tért vissza, senki sem tudja, valóban így van -e.
Négy fő történetszál fut a filmben. Közülük három Chow kapcsolatairól szól, miután elveszítette Su Li-Zhen-t (Maggie Cheung): az elsőben Chow és Wang Jing Wen (Faye Wong), a másodikban Chow és Bai Ling (Csang Ceji), a harmadikban pedig Chow és egy szintén Su Li-Zhen (Gong Li) nevű nő eseményei láthatóak. A negyedik szál 2046 titokzatos világában játszódik és a jövőbe futó vonat egy japán utasáról (Takuya Kimura) szól, aki szerelmes lesz egy androidba.

## Szereplők
- Tony Leung Chiu-wai – Chow Mo-wan
- Maggie Cheung – Su Li-Zhen
- Gong Li – másik Su Li-Zhen
- Wang Sum – Wang úr, a hoteltulajdonos és a 2046-ba menő vonat kapitánya
- Faye Wong – Wang Jing Wen, Wang úr lánya és egy android a 2046-ba menő vonaton.
- Takuya Kimura – egy japán férfi, Wang Jing Wen barátja, és Tak, a 2046-os vonat egy utasa
- Dong Jie – Wang Jie Wen, Wang úr második lánya
- Carina Lau – Mimi/Lulu és egy android a 2046-ba menő vonaton.
- Csang Csen – Mimi/Lulu dobos barátja és egy utas a 2046-ba menő vonaton.
- Csang Ceji – Bai Ling, az Oriental Hotel 2046-os szobájának lakója és Chow Mo-wan szerelme
- Siu Ping-lam – Ah Ping, Chow Mo-wan kollégája és barátja
- Bird McIntyre